# 全日本船舶職員協会
一般社団法人全日本船舶職員協会（いっぱんしゃだんほうじん ぜんにほんせんぱくしょくいんきょうかい）は、船舶職員や商船学校、商船高等学校、商船高等専門学校出身者で構成された職能団体。

## 概要
- 所在：東京都千代田区神田神保町2-2-34 千代田三信ビル8F
- 会長：内田成孝

## 沿革
- 1930年4月11日 - 全国商船学校十一会結成
- 1941年 - 太平洋戦争により休止
- 1951年 - 再建
- 1952年10月9日 - 社団法人化
- 1969年9月1日 - 社団法人全日本船舶職員協会と名称変更
- 1971年8月11日 - 本部を神戸から現在地へ移転